# Astragalus robbinsii
Astragalus robbinsii är en ärtväxtart som beskrevs av Asa Gray. Astragalus robbinsii ingår i släktet vedlar, och familjen ärtväxter.

## Underarter
Arten delas in i följande underarter:
- A. r. alpiniformis
- A. r. fernaldi
- A. r. harringtonii
- A. r. jesupii
- A. r. minor
- A. r. occidentalis
- A. r. robbinsii